# Чья это жизнь, в конце концов?
«Чья это жизнь, в конце концов?» (англ. Whose Life Is It Anyway?) — кинофильм режиссёра Джона Бэдэма, вышедший на экраны в 1981 году. Экранизация одноимённой пьесы Брайана Кларка.

## Сюжет
В результате автомобильной аварии молодой скульптор Кен Харрисон оказывается прикован к постели. После того, как он окончательно осознаёт, что до конца жизни не сможет пошевелить рукой или ногой и не сможет заниматься любимым делом, он впадает в глубокую депрессию. Не желая продолжать такое существование, Кен просит врачей выписать его из больницы и позволить ему тихо умереть. Однако доктор Эмерсон, суровый глава отделения, вовсе не намерен позволить пациенту умереть и выступает резко против этого плана. Кен, твёрдо намеренный добиться права распоряжаться собственной жизнью, нанимает адвоката и обращается в суд...

## В ролях
- Ричард Дрейфус — Кен Харрисон
- Джон Кассаветис — доктор Майкл Эмерсон
- Кристин Лахти — доктор Клэр Скотт
- Боб Балабан — Картер Хилл
- Кеннет Макмиллан — судья Уайлер
- Каки Хантер — Мэри Джо Сэдлер
- Томас Картер — санитар Джон
- Альба Омс — сестра Родригес
- Джанет Эйлбер — Пэт